# آرامگاه سلطان محمود غزنوی

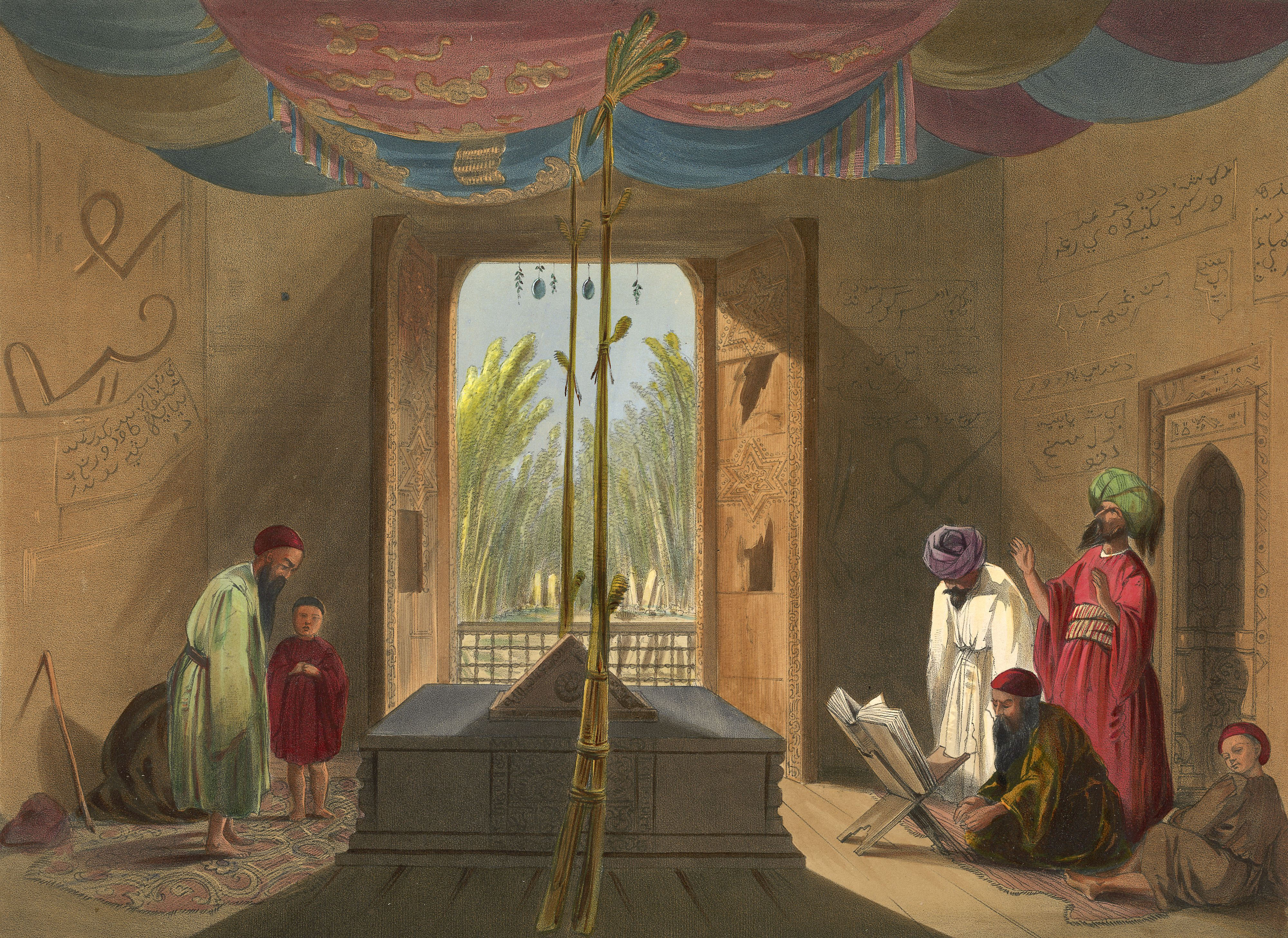
نگاره آرامگاه سلطان محمود غزنوی که در سال ١٨۴۰ توسط جیمز رتری نقاشی شده است.

آرامگاه سلطان محمود غزنوی که از ساختمانهای دوره غزنوی است در شش کیلومتری شمال شرقی شهر غزنی افغانستان قرار دارد. این ساختمان در زمان خود سلطان محمود غزنوی به نام عمارت فروزی شهرت داشت و پس از مرگ و به خاک سپاری سلطان محمود در آن، به روضه مشهور شد.آرامگاه مذکور در پی جنگ‌های چندین ساله و اوضاع جوی در حدود۳۰٪ ویران شده‌است. اکنون این آرامگاه در سال ۱۳۸۷ ترمیم شده‌است. نا گفته نماند که روضه که آرامگاه سلطان محمود در آن می‌باشد پر نفوس‌ترین قریه در ولسوالی مرکز ولایت غزنی می‌باشد.
یکی از اقدامات ارتش بریتانیا هنگام عقب‌نشینی از افغانستان در سال ۱۸۴۲ میلادی این بود که در روستای روضه در غزنی، اقدام به برداشتن درهای آرامگاه سلطان محمود غزنوی کردند چون به اشتباه فکر می‌کردند این درها به دستور سلطان محمود از معبد سومنات هند به غارت رفته و به افغانستان آورده شده بودند. سرگرد هنری راولینسون، نمایندهٔ بریتانیا در قندهار هر چند به اشتباه بودن این مسئله باور داشت اما چون دستور از مقامات بالا آمده بود، اطاعت کرد و در را به هندوستان برگرداند.